# Абдулла Аш-Шарбатлі
Абдулла Аш-Шарбатлі  (21 вересня 1982) — саудівський вершник, олімпійський медаліст.

## Виступи на Олімпіадах
| Олімпіада   | Дисципліна       | Місце    |
| ----------- | ---------------- | -------- |
| Лондон 2012 | конкур, особисті | =51 к2/4 |
| Лондон 2012 | конкур, командні | 3        |